# Agony (jeu vidéo, 1992)
Pour les articles homonymes, voir Agony.
Agony est un jeu vidéo de type shoot 'em up à défilement horizontal, développé par le studio belge Art & Magic et édité par Psygnosis, sorti en 1992 sur Amiga.

## Trame

### Univers
Agony dépeint un monde médiéval-fantastique, essentiellement constitués d'environnements naturels. Dans une atmosphère de fin du monde, une chouette survole une mer agitée, s'engage dans une forêt luxuriante, s'enfonce en pleine nuit dans des marais lugubres, survole une mer déchaînée et traverse une vallée maudite.

### Synopsis
Acanthropis est un grand maître magicien qui s’affaire dans son sanctuaire lorsqu'il découvre finalement le sortilège ultime, le Pouvoir Cosmique, qu'il contient dans des parchemins magiques. Malheureusement, cette longue entreprise lui coûte de nombreuses années et le rend vieux et faible. Il comprend alors que le prix à payer pour cette connaissance est sa vie. Avant de rendre son dernier souffle, le magicien décide de confier ses connaissances, uniquement à l’un de ses deux apprentis Alestes et Mentor. Ainsi, Acanthropis décide de les soumettre à un combat singulier afin de déterminer qui sera le prochain gardien des parchemins sacrées, lesquels renferment le secret de la création du monde.
Au cours du test, la sagesse d’Alestes fait la différence et lui permet de remporter l’épreuve. Mentor, fou de rage, s’empare alors des parchemins et s’enfuit tout en semant le chaos et la terreur derrière lui. Vainqueur légitime, Alestes se métamorphose en chouette aux puissants pouvoirs magiques et vole comme le vent jusqu’au repère de Mentor afin de lui arracher le Pouvoir Cosmique dont il fait un usage maléfique.

## Système de jeu
Agony est un shoot 'em up à défilement horizontal. Le joueur contrôle une chouette et doit détruire des hordes d'incarnations démoniaques. Contrairement aux autres jeux du genre, les power-ups sont peu nombreux : des fioles permettent d'augmenter la puissance de feu du volatile, qui ne possède qu'un seul type de tir, tandis que des parchemins offrent des pouvoirs spéciaux que le joueur peut déclencher en temps voulu. Deux épées magiques peuvent également servir de protections latérales.
La progression est découpée en cinq niveaux, au terme desquels le joueur rencontre un boss. La durée de vie est courte, moins d'une heure, et le jeu, dépourvu de sauvegarde, ne propose qu'un seul niveau de difficulté.

## Développement

### Évolution du projet
Agony est développé par le studio belge Art & Magic, fondé en 1992 par l'association de Yann Robert et des co-membres de l'équipe Ordilogic Systems, Yves Grolet et Franck Sauer, lesquels avaient auparavant conçu le jeu d'action Unreal sur Amiga en 1990.
D'après le blog officiel de Franck Sauer, Art & Magic décide de s'attaquer à un nouveau jeu vidéo, en août 1991, peu de temps après avoir achevé Unreal. L'équipe de développement est alors composée de trois membres : Yves Grolet à la programmation et Franck Sauer pour la conception des graphismes, lequel est accompagné par Marc Albinet. Quant à Yann Robert, il ne peut pas participer au projet puisqu'il est appelé pour faire son service militaire. Sous le nom de projet Twilight, la base de ce nouveau jeu vidéo est de faire suite à Unreal, tout en « repoussant les limites de l'Amiga ». L'idée de développer un shoot 'em up sur Amiga provient de Marc Albinet, qui après avoir participé au développement d'un pareil jeu sur Commodore 64, estime qu'il s'agit du genre de jeu le plus simple à réaliser sur ce type de console.
Un mois après le début du projet, une première version du jeu est créée tandis que l'idée d'une suite à Unreal est entre-temps écartée. L'équipe veut profiter de la tenue de l'ECTS à Londres – un salon de jeu vidéo réservé aux professionnels – afin de présenter la démo à l'éditeur Psygnosis. Marc Albinet décrit alors cette rencontre, lors d'une interview accordée à Pix'n Love, par ces mots : « le programme n’en était qu’à ses prémices mais le scrolling était là. Nous sommes alors allés voir les gens du stand de Psygnosis [...] ; ils ont tout d’abord jeté un bref coup d’œil rapide. Puis ils sont carrément allés chercher les programmeurs de Shadow of the Beast afin de leur demander leur avis. Cette rencontre [...]  a d’ailleurs été pour nous un grand moment. Les programmeurs ont alors essayé de comprendre comment on avait fait pour réaliser les fameux scrollings. Du coup, impressionné par la prouesse, Psygnosis a signé un contrat avec nous afin de mener le jeu à terme. Autant dire que nous sommes ressortis de l’ECTS plus boostés que jamais ».
Le développement du jeu se termine finalement près de six mois plus tard, après son lancement et celui-ci écope de son titre définitif : Agony. C'est au détour d'un brainstorming que les trois principaux membres de l'équipe décident de baptiser leur jeu vidéo par cet intitulé pour deux raisons. Tout d'abord, parce qu'ils estimaient que « les noms simples [...] marquent bien l’esprit », mais également du fait que "leur" précédent jeu, Unreal, était souvent mal positionné dans les magazines spécialisées à cause de sa première lettre éloignée dans l’alphabet, d'où la nécessité de choisir un mot qui commence par la lettre A.

### Élaboration des graphismes
Au lancement du projet, les deux graphistes se répartirent le travail. En effet, Franck Sauer s'est occupé de créer l'intégralité des graphismes du niveau 1, 4 et 6 tandis que Marc Albinet gèra ceux du niveau 2, 3 et 5.
Par ailleurs, dans une interview accordée à Pix'n Love, Marc Albinet explique qu'il avait « prévu d’intégrer une introduction animée [laquelle] devait retraduire en images la fameuse épreuve infligée à Alestes et Mentor et son dénouement ». Admiratif des introductions animées de l'éditeur Psygonis, il voulait qu'Agony en ait une similaire pour qu'il puisse « mettre en scène le scénario épique du jeu et apporter par la même occasion un peu de narration ». Il rajoute également qu'étant un fan de la série animée Les Chevaliers du zodiaque, il voulait que « cette animation donne l’illusion d’un manga, notamment grâce à l’utilisation de nombreux scrollings ». Alors que Marc Albinet a déjà bien avancé, en dessinant une douzaine de croquis de story-board dans le but de générer ensuite les décors et les personnages sur le logiciel Deluxe Paint, il se rend également compte que le rendu à l’écran ne le satisfait pas, et par ailleurs, que l’ouvrage qu'il entreprend est trop ambitieux par rapport aux moyens du studio.
Ainsi, l'idée d'une introduction est abandonnée et ne voit jamais le jour bien qu'elle soit déjà annoncée dans les previews de quelques magazines et pareillement évoquée dans le manuel officiel du jeu. D’après ces mêmes magazines, l'introduction devait durer plus de 6 minutes, être accompagnée d’une musique dédiée de 200 Ko, comporter une soixantaine de plans et surpasser le visuel de Dragon’s Lair et Shadow of the Beast II réunis.

### Aspects techniques
La chouette, qui rappelle la mascotte de Psygnosis, bénéficie d'une animation détaillée. Le style des décors contraste fortement avec les canons SF du genre, que l'on retrouve par exemple dans R-Type ou Gradius. Les graphismes se distinguent par la finesse du trait (dessin en pixel art) ainsi que par l'emploi de couleurs harmonieuses. Pour atteindre cette qualité visuelle, le programmeur du jeu, Yves Grolet, a recours au mode Halfbrite de l'Amiga, pour les images de l’introduction et entre les niveaux, lequel permettait de doubler le nombre de teintes. Par ailleurs, les paysages sont mis en valeur grâce à un scrolling différentiel à quatre plans en parallaxe tandis que des animations apportent un semblant de vie aux tableaux (mer agitée, arbres qui vacillent, apparition de créatures, etc),.

### Bande-son
Pas moins de sept artistes apportent leur contribution à la bande-son du jeu. Le long solo de piano du générique d'introduction est composé par Tim Wright, tandis que Robert Ling, Martin Wall ont réalisé la musique de fin. Jeroen Tel s'est chargé des musiques entendues au cours du jeu. Les thèmes retenus renforcent la dimension épique de l'aventure grâce à des mélodies baroques et rythmées. Le soin apporté à la réalisation du jeu se retrouve jusque dans les intermèdes des missions, qui présentent une musique et une illustration dédiée. Par ailleurs, la musique d'introduction au clavier de Tim Wright est tronquée lors de son implémentation dans le jeu, une note présentant un mauvais octave (dont la bonne version est disponible sur son site internet). En outre, ce morceau se voit plagié par le groupe de black metal symphonique norvégien Dimmu Borgir dans le titre Sorgens Kammer, présent sur l'album Stormblåst (1996).

## Réception
Selon Grospixels, la réputation du titre tient beaucoup au charme de sa réalisation, jugée « grandiose et poétique ».
D'après Jeuxvideo.com, qui donne la note de 16 sur 20 à Agony, les graphismes sont « indéniablement le point fort du jeu » notamment grâce au remarquable travail de Franck Sauer et Marc Albinet sur les artworks, lesquelles sont jugés « sublimes ». De plus, à « l’image des graphismes », la bande-son du jeu est très appréciée, en particulier le thème d'introduction qui est considéré comme étant « magistral ». À l'inverse, le journaliste estime que la durée de vie est « le point noir » du jeu. D'une part, car elle est trop courte (30 minutes) et d'autre part, à cause d'une re-jouabilité quasi inexistante ; une sensation amplifiée par l'absence de modes de jeu ou de niveaux de difficulté. De plus, en termes de gameplay, le test prévient que les aspects du genre sont trop simplifiés. Toutefois, le système de sort et le fait d'incarner une chouette (qui jouit d'ailleurs d'une parfaite prise en main), plutôt qu'un sempiternel vaisseau comme dans la majorité des shoot 'em up, apportent une touche d'originalité.
Selon Franck Sauer, les ventes d'Agony sont estimées à 20 000 unités.